# Palazzina Cinese
La Casina Cinese di Palermo, comunemente nota come Palazzina Cinese, è un'antica dimora reale dei Borbone delle Due Sicilie, situata a margine del Parco della Favorita, ai confini della Riserva di Monte Pellegrino.

## Storia
Fu realizzata da Giuseppe Venanzio Marvuglia a partire dal 1799 su commissione di Ferdinando III di Sicilia che aveva acquistato una casa in stile cinese dal barone Benedetto Lombardo, insieme a terreni confinanti ad alcuni locali. Il Marvuglia, che era l'autore dell'edificio precedente, realizzò l'opera mantenendo lo stile orientale: il corpo centrale termina in alto con un tetto a pagoda, sorretto da un tamburo ottagonale. Al piano terreno si trovano porticati ad arco ogivali e nei due fianchi ci sono torrette con scale elicoidali, opera costruita dal capo-maestro Giuseppe Patricolo, ma progettata verosimilmente dal figlio di Marvuglia, Alessandro Emmanuele Marvuglia. La costruzione presenta curiosi elementi: i campanelli della grata di ingresso, le travi in legno intagliato delle terrazze e gli smerli.
Gli appartamenti sono distribuiti su tre piani. Nel seminterrato si trovano la sala da ballo e la saletta delle udienze decorate tutte da Giuseppe Velasquez. Si sale al primo piano con una scala esterna, là si trovano il salone dei ricevimenti in stile cinese con pannelli in stoffa dipinti anche dal Riolo, la sala da pranzo con l'ingegnosa “tavola matematica” del Marvuglia e la camera da letto del Re con la volta dipinta in stile cinese dal Codardi e dal Velasquez.
Al secondo piano si trovava l'appartamento della regina Maria Carolina con due salette di ricevimento e la camera da letto con lo spogliatoio. All'ultimo livello si trova una grande terrazza di forma ottagonale coperta a pagoda con soffitto decorato dal Silvestri. Nel 1800 si sistemò il giardino sul retro e Giuseppe Patricolo curò il “tempietto cinese”. G. Durante eseguì la “flora all'italiana”, vasche di marmo bianco con grotte naturali alla cinese.
Nel periodo 1800-1806 vennero realizzati i due padiglioni dei cacciatori reali.
Con l'Unità d’Italia (1861-1946) la Palazzina e il Parco passarono alla Corona Sabauda e poi allo Stato. Divenuti proprietà del Comune, il parco e la palazzina furono destinati alle visite dei turisti mentre nelle dipendenze trovava posto il Museo Pitré. Più tardi le scuderie alloggiarono il Museo Agricolo.

## Descrizione
- Secondo piano – sala alla turca, sala ercolana, stanza della regina, terrazzo
- Primo piano – quartino superiore di sua maestà, quartino per il seguito di sua maestà
- Piano terra – galleria di ingresso, stanze del re, sala da pranzo, sala da gioco
- Piano seminterrato – salone, sala da bagno, sala del biliardo, meccanismo e tavola matematica, sala delle rovine

## Tavola matematica

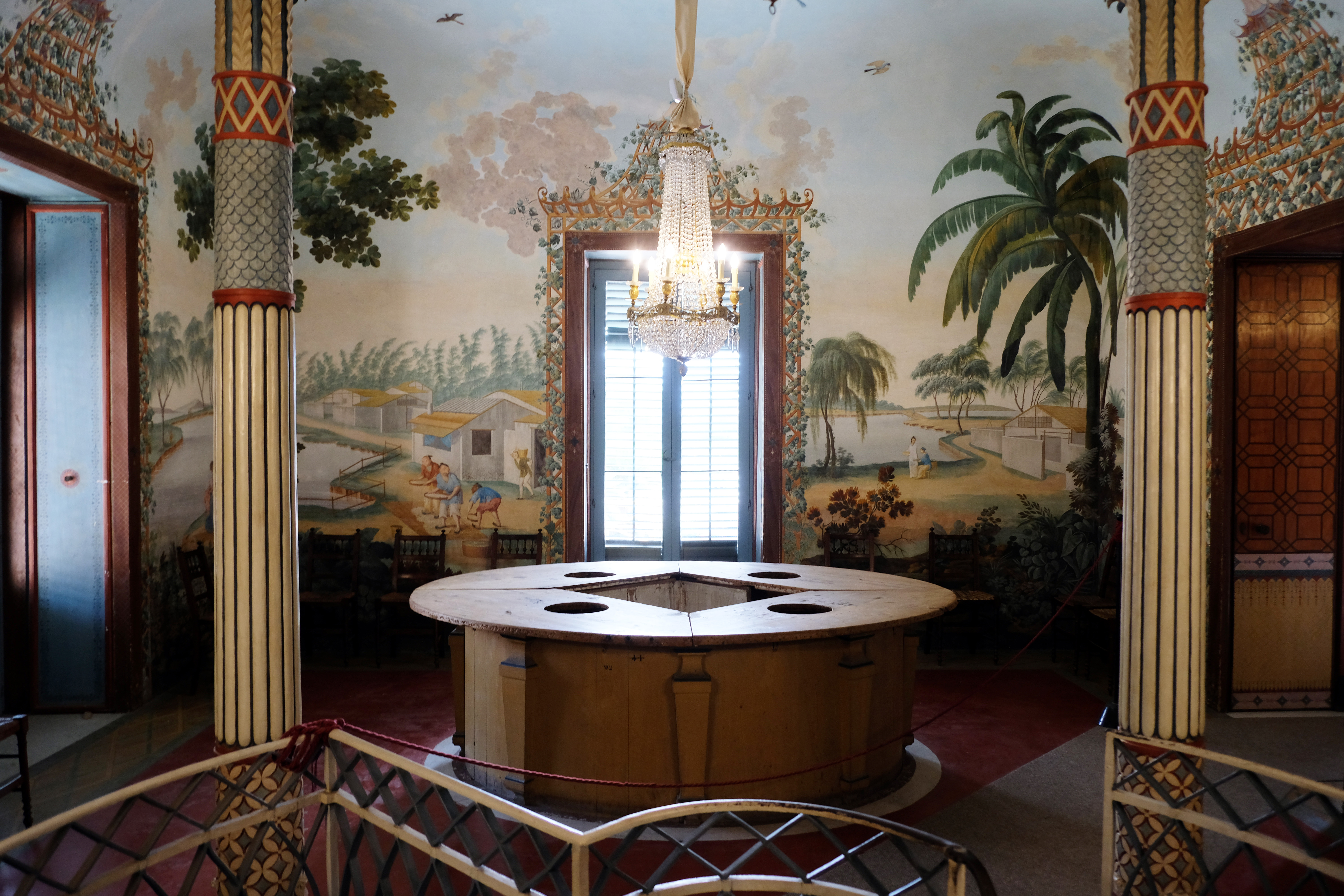
La tavola matematica

Presso la sala da pranzo è presente un tavolo che consente di sollevare le portate dal piano inferiore ed essere subito servite. Questa tavola è chiamata Tavola matematica.